# Dolichopus imperfectus
Dolichopus imperfectus är en tvåvingeart som beskrevs av Van Duzee 1921. Dolichopus imperfectus ingår i släktet Dolichopus och familjen styltflugor.
Artens utbredningsområde är Illinois. Inga underarter finns listade i Catalogue of Life.